# Elephant Music
Elephant Music ist eine 1997 in Flensburg gegründete Musikproduktionsfirma. Sie produziert Pop-, Rock-, Hip-Hop- und Dancemusik. Der Firma ist der Verlag Elephanten Edition angeschlossen. 

## Geschichte
Die Produktionsfirma besteht aus den Produzenten, Komponisten und Textdichtern Hardy Krech, Mark Nissen und Annett Lorenzen-Krech. Die Firma hat mehrere Gold- und Platin-Auszeichnungen sowie Echo-Nominierungen erhalten.

## Künstler
Unter anderem hat Elephant Music folgende Künstler produziert und für sie komponiert: Santiano, Modern Talking, Passion Fruit, Highland, X-Perience, Nino de Angelo, DJ Ötzi, Schnappi, Dominic Saleh-Zaki, Axel Fischer, Hot Banditoz,  Die Zipfelbuben, Cherona, Sven van Thom, Kissin’ Dynamite, Velile.